# Springfield Falcons
Los Springfield Falcons son un equipo profesional de hockey sobre hielo de la American Hockey League.

## Entrenador
- Paul Gillis (1994-1995)

- Kevin McCarthy (1995-1997)

- Dave Farrish (1997-2000)

- Marc Potvin (2000-2002)

- Marty McSorley (2002-2004)

- Dirk Graham (2004-2006)

- Steve Stirling (2006-2007)

- Kelly Buchberger (2007-2008)

- Rob Daum (2008-presente)

## Récord de Franquicia
- Goles: 39 John LeBlanc (1994-95)
- Asistencias: 65 Jean-Guy Trudel (2000-01)
- Puntos: 99 Jean-Guy Trudel (2000-01)
- Pena de Actas: 373 Rob Murray (1994-95)
- Promedio de goles recibidos: 2,27 Manny Legace (1995-96)
- Porcentaje Ahorro: 92,2% Jean-Marc Pelletier (2003-04)

## Todas las temporadas
- Goles: 90 Jean-Guy Trudel
- Asistencias: 157 Rob Murray
- Puntos: 242 Jean-Guy Trudel
- Pena de Actas: 1529 Rob Murray
- Guardian victoria: 63 Scott Langkow
- Blanqueadas: 8 Manny Legace
- La Mayoría de partidos jugados: 501 Rob Murray

## Jugador que marcó la historia del club
- Ramzi Abid

- Goran Bezina

- Daniel Briere

- Jeff Daniels

- Patrick Desrochers

- Dan Focht

- Manny Legace

- Trevor Letowski

- Marek Malik

- Rob Murray

- Nolan Pratt

- John Stevens

- Radoslav Suchy

- Datos: Q1474509
- Multimedia: Springfield Falcons / Q1474509